# Lža
Lža (lotyšsky Ludza, rusky Лжа) je řeka v Lotyšsku a v Pskovské oblasti Ruska. Je 156 km dlouhá. Povodí má rozlohu 1570 km².

## Průběh toku
Odtéká z jezera Lielais Ludzas. Na horním toku je napřímena do regulovaného koryta. Je to pravý přítok řeky Utroja (povodí řeky Velikaja).

## Vodní režim
Zdroj vody je smíšený s převahou sněhového. Průměrný roční průtok vody ve vzdálenosti 9 km od ústí činí 10,5 m³/s. Zamrzá na 3 až 4 měsíce (prosinec až březen).